# Бишольс
Бишо́льс или Бишольтс (фр. Bischholtz ([biʃɔl(t)s]), нем. Bischholtz — Бишольц) — коммуна на северо-востоке Франции в регионе Гранд-Эст (бывший Эльзас — Шампань — Арденны — Лотарингия), департамент Нижний Рейн, округ Саверн, кантон Ингвиллер. До марта 2015 года коммуна административно входила в состав кантона Буксвиллер (округ Саверн).
Площадь коммуны — 2,39 км², население — 273 человека (2006) с тенденцией к стабилизации: 279 человек (2013), плотность населения — 116,7 чел/км².

## Население
Население коммуны в 2011 году составляло 279 человек, в 2012 году — 279 человек, а в 2013-м — 279 человек.
| 1962 | 1968 | 1975 | 1982 | 1990 | 1999 | 2004 | 2006 | 2008 | 2011 | 2012 | 2013 |
| ---- | ---- | ---- | ---- | ---- | ---- | ---- | ---- | ---- | ---- | ---- | ---- |
| 236  | 252  | 256  | 240  | 244  | 240  | 266  | 273  | 275  | 279  | 279  | 279  |

Динамика населения:

## Экономика
В 2010 году из 178 человек трудоспособного возраста (от 15 до 64 лет) 149 были экономически активными, 29 — неактивными (показатель активности 83,7 %, в 1999 году — 70,8 %). Из 149 активных трудоспособных жителей работали 140 человек (84 мужчины и 56 женщин), 9 числились безработными (двое мужчин и 7 женщин). Среди 29 трудоспособных неактивных граждан 9 были учениками либо студентами, 10 — пенсионерами, а ещё 10 — были неактивны в силу других причин.